# Aghbar
Aghbar (en àrab اغبار, Aḡbār; en amazic ⴰⵖⴱⴰⵔ) és una comuna rural de la província d'Al Haouz, a la regió de Marràqueix-Safi, al Marroc. Segons el cens de 2014 tenia una població total de 5.182 persones.